# Synagogue de Meiningen (1883-1938)
La synagogue de Meiningen était le centre religieux de la communauté juive de la ville de Meiningen dans le Sud de la Thuringe, depuis son inauguration en 1883 jusqu'à sa destruction lors de la nuit de Cristal du 9 au 10 novembre 1938. Elle servait aussi de synagogue principale et de siège des rabbins de district du duché de Saxe-Meiningen.

## Histoire de la communauté juive

### La communauté médiévale
Une communauté juive existe au Moyen Âge à Meiningen propriété de l'évêché de Wurtzbourg. Le plus ancien juif connu de Meiningen est le scribe (sofer) Isaak ben Samuel, qui est chassé de Meiningen en 1242-1243 et trouve refuge à Nuremberg. En 1298, la communauté de Meiningen est en grande partie anéantie lors du pogrom de Rintfleisch. La persécution suivante touche la communauté accusée d'empoisonnement lors de la peste noire:  le 10 avril 1349, une partie des juifs est tuée; d'autres, qui tentent de fuir, sont brûlés le 17 juillet. En 1486 et 1497, un terrain situé devant la Niedertor est appelé Judengrab (tombe des Juifs), rappelant la tombe des Juifs assassinés, ou Judengrub (trou des Juifs) en faisant référence à un mikvé (bain rituel). Au XVe siècle, des juifs vivent à nouveau dans la ville. En dehors des murs de la ville, une Judengasse (ruelle des Juifs), qui deviendra plus tard la Hockergasse (ruelle du colportage) est créée en 1432 le long de la Werra.
Au XVIe siècle, les Juifs Han (1543) et Wolf, Sußmann et Salomon (1553) sont mentionnés. L'expulsion définitive de tous les juifs de la ville a lieu en 1566.

### La nouvelle communauté
Depuis les années 1700, des familles juives vivent dans les villages voisins de Dreißigacker (intégré à Meiningen en 1990) et de Walldorf, situés respectivement à trois et quatre kilomètres. En 1715, l'entreprise commerciale de la famille juive Strupp peut être fondée à Meiningen, bien que la famille continue à vivre à Dreißigacker. Vers 1840, des familles juives peuvent à nouveau s'installer à Meiningen. En 1841, 19 habitants juifs sont recensés. De nombreuses familles des villages juifs des environs, Dreißigacker, Bauerbach, Berkach, Bibra, Walldorf, etc… vont faire usage de ce nouveau droit.
En 1866, la Israelitische Kultusgemeinde Meiningen (communauté israélite de Meiningen) est fondée, 28 familles s'étant entre-temps installées. Le nombre d'habitants juifs évolue comme suit : En 1871, on compte 316 habitants juifs, en 1895 on en compte 470 et en 1925 environ 500, sur un total de 17 000 habitants. De nombreux commerçants juifs jouent un rôle important dans la vie économique de la ville. On trouve aussi plusieurs médecins juifs de différentes spécialités ainsi que des avocats.
Le médecin Moritz Heinrich Romberg (1795-1873), fondateur de la neuropathologie est né à Meiningen mais pratique à Berlin. L'acteur, puis directeur de théâtre Ludwig Chronegk (1837-1891) ainsi que le compositeur Günter Raphael, dont le père est juif, vécurent à Meiningen. En 1995, le pasteur anglican, Paul Östreicher, dont le père est juif, qui fonda après 1945 une œuvre d'aide alimentaire pour Meiningen, est devenu citoyen d'honneur de la ville.
En 1912, le banquier Gustav Strupp fonde avec un capital de 10 000 marks une maison de retraite destinée aux employés de la communauté juive locale avec l'approbation de l'État.
La communauté juive dispose d'une synagogue, d'un mikvé (bain rituel) et d'une école religieuse. Pour s'occuper des tâches religieuses de la communauté, un enseignant est recruté, employé également comme hazzan (chantre) et jusqu'en 1896 comme shohet (abatteur rituel). Après 1896, cette dernière tâche est séparée de celle de l'enseignant et un boucher cacher est engagé. Les habitants juifs installés à Salzungen font également partie de la communauté de Meiningen (33 personnes en 1924).
Meiningen est le siège du rabbinat régional de Saxe-Meiningen, après le transfert par le Dr. Moses Dreifuß, rabbin régional, qui avait initialement son siège à Walldorf, du rabbinat à Meiningen en 1871.
Pendant la Première Guerre mondiale, sept membres de la communauté juive de Meiningen meurent au front.
Au milieu des années 1920, le conseil de la synagogue comprend le conseiller juridique Dr Simon, Carl Heimann, Paul Heinemann, Selmar Vollmann, Leopold Grünstein, Max Rosenbach et Alfred Mannheimer. Le professeur principal Hofmann enseigne la religion aux enfants juifs. Plusieurs associations juives font partie de la vie de la communauté juive : notamment la Israelitischer Unterstützungsverein (Association de soutien israélite), dirigée à l'époque par le rabbin d'État Dr. Leo Fränkel, la Israelitischer Frauenverein (Association féminine israélite), fondée en 1900 et la Jüdischer Kranken- und Sterbeverein (Association juive d'aides aux malades et mourants), fondée en 1885. Au début des années 1930, Paul Heinemann est le premier président de la communauté, l'enseignant et hazzan (chantre) est Josef Grünstein.
L'antisémitisme est déjà très présent vers 1900 dans la ville résidentielle de Meiningen; par exemple, le Meininger Tageblatt  défend l'opinion selon laquelle des milliers d'existences de paysans et d'artisans ont été détruites par les lois libérales juives. Il n'est donc pas surprenant que le parti nazi (NSDAP) ait une position forte à Meiningen; dès 1925, une section locale du NSDAP y est fondée et cinq ans plus tard, le NSDAP est devenu le parti le plus important numériquement; en 1932, les nazis représentent la majorité absolue au conseil municipal de Meiningen.

### La destruction de la communauté
Après 1933, et l'arrivée au pouvoir des nazis, la situation des habitants juifs de Meiningen change rapidement. Ils sont de plus en plus exclus de la vie économique. En 1937, l'activité des quatre médecins et des avocats juifs de la ville est interdite. Lors de la nuit de Cristal en novembre 1938, la synagogue est détruite et les hommes juifs sont déportés au camp de concentration de Buchenwald. De nombreux juifs de Meiningen décident d'émigrer.
Ceux qui restent seront déportés vers les camps d'extermination en 1942, et parmi eux, le rabbin Fränkel. La déportation des 9 et 10 mai 1942 à Bełżyce, à proximité de Lublin, concerne 41 personnes de Meiningen. Le 19 septembre 1942, 35 autres juifs de Meiningen sont déportés vers le ghetto de Theresienstadt via Weimar.
Le mémorial de Yad Vashem de Jérusalem et le Gedenkbuch - Opfer der Verfolgung der Juden unter der nationalsozialistischen Gewaltherrschaft in Deutschland 1933-1945 (Livre commémoratif – Victimes des persécutions des Juifs sous la dictature nazie en Allemagne 1933-1945) répertorient 128 habitants juifs nés, ou ayant vécu longtemps à Meiningen parmi les victimes juives du nazisme.

## Histoire de la synagogue

### Construction de la synagogue
Au Moyen-Âge, il existe une synagogue dénommée Jüden Kirche (Église des juifs) à Meiningen, située sur ce qui est aujourd'hui la Platz an der Kapelle, au moins pendant la première moitié du XIVe siècle. Après les persécutions de la période de la peste noire, elle reste vide jusqu'à sa transformation en chapelle mariale en 1384.
Dans la deuxième moitié du XIXe siècle, une salle de prière est d'abord aménagée. Selon le rapport de 1878 du magazine Der Israelit, il s'agit d'une « salle louée, mais aménagée de manière fonctionnelle ».
En 1881-1883, une synagogue est construite selon les plans de l'architecte régional Ernst Abesser à l'angle de la Mauergasse et de la Pulverrasen au sud-ouest de la vieille ville, directement sur le Mühlgraben, un affluent de la Werra. Fin décembre 1882, la synagogue est presque terminée comme relaté dans le journal Allgemeinen Zeitung des Judentums: 
« La nouvelle synagogue de Meiningen est prête à être inaugurée prochainement. Le bâtiment imposant et massif, situé à l'extrémité ouest de la ville et dont la façade nord est tournée vers la nouvelle rue, a été construit dans le style mauresque par le maître maçon Hess d'après les plans de l'architecte Abesser. L'intérieur de l'église, très solide et richement décoré, donne une impression imposante. Le nouvel orgue de 18 registres a été fabriqué par Schlimmbach et fils à Wurtzbourg et a coûté entre 5 et 6 000 marks, le coût total de la construction s'élève à environ 80 000 marks. La synagogue, dont la réalisation extérieure et intérieure est solide et belle, sert de décoration à la ville. »

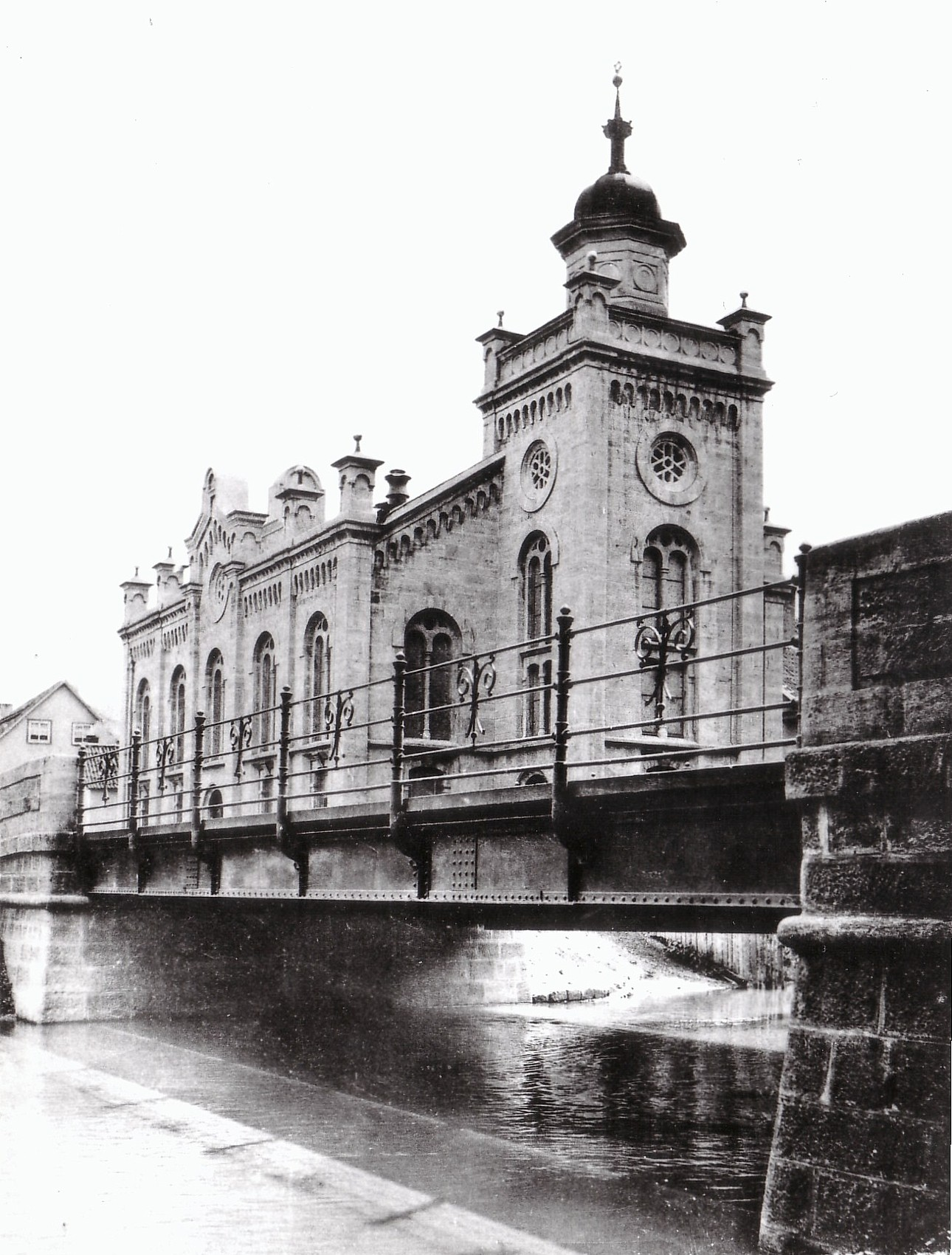
La synagogue en 1895, vue de l'autre rive du Bleichgraben

Elle est inaugurée le 14 avril 1883. Elle peut accueillir 340 personnes, 200 places pour les hommes et 140 pour les femmes sur la galerie.
« Hier a eu lieu l'inauguration de la synagogue nouvellement construite dans le style mauresque-byzantin, après une belle cérémonie préliminaire la veille au soir. Cela fait maintenant presque cinq siècles (1384) que la synagogue de l'époque a été transformée en chapelle chrétienne, après que la nombreuse communauté juive ait été exterminée en 1349 sur dénonciation d'une servante qui venait de traverser le ghetto et qui aurait entendu dire par les juifs qu'ils avaient conspiré pour attaquer et tuer les chrétiens ( !!!).

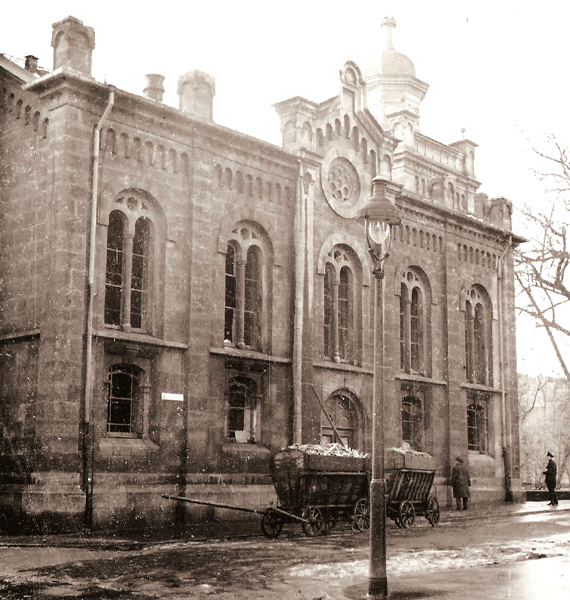
La synagogue après la nuit de Cristal

Remarque : La chronique de la ville de Meiningen, qui en parle en détail, raconte également que deux fils de bourgeois auraient voulu sauver et épouser deux très belles juives à condition qu'elles se fassent baptiser ; mais les deux jeunes filles auraient refusé et se seraient précipitées chez leurs parents et leurs frères et sœurs et auraient été brûlées avec eux.
La cérémonie d'inauguration a donné à ce passé historique un témoignage éclatant de la transformation qui s'est opérée dans la vision et les mœurs, et de la vanité de tous les efforts de ceux qui veulent nous ramener à l'obscurité du passé. Son Altesse le duc régnant, son épouse et la princesse Marie (fille) ont assisté à la cérémonie d'inauguration, accompagnés d'un grand cortège de messieurs et de dames de la cour…, du représentant du ministère: son Excellence von Attenhoven…, du bourgmestre, du directeur du gymnasium, …,du directeur de la poste… des représentants de toutes les communautés israélites de Saxe-Meiningen avec leurs enseignants et un nombreux public juif et chrétien. Il est à noter que parmi les ecclésiastiques invités, seul le catholique s'est présenté. 
La célébration elle-même s'est déroulée de la manière habituelle pour cet acte, avec un jeu d'orgue, un excellent chant choral et un excellent sermon du rabbin d'État, Dr. Dessauer, se référant au Premier Livre des Rois 8.13, qui a fait la plus profonde impression sur tous les présents. A la fin de la célébration, Son Altesse s'est approchée du rabbin d'État et s'est entretenue avec lui de la manière la plus amicale possible sur les aménagements intérieurs de la construction, sur le chœur, le service religieux et l'orgue, et a exprimé ses souhaits pour la prospérité de la communauté en des termes très chaleureux… »
Les différents quotidiens de la région, tels que le Meininger Zeitung et le Meininger Tageblatt, publient des descriptions détaillées de la synagogue et de la cérémonie d'inauguration.
Les quatre pasteurs protestants de Meiningen, bien qu'invités, n'ont pas participé à l'inauguration de la synagogue et sont sanctionnés pour cela:
« Lors de l'inauguration de la nouvelle synagogue il y a quelques jours, les quatre membres du clergé protestant sont restés absents, malgré une invitation officielle. Cette action a été jugée désobligeante de toutes parts, et plus particulièrement au sein de leur propre communauté, d'autant plus que le duc régnant, sa famille, sa nombreuse suite et tout le ministère des cultes y ont participé. Mais ces messieurs ont probablement tiré la leçon la plus douloureuse du refus qu’ils ont reçu hier des plus hautes autorités. Le duc avait ordonné un grand banquet de cour pour tous les ministres, conseillers, inspecteurs, directeurs des plus hautes institutions d'enseignement, le clergé catholique et les rabbins du district rattachés au ministère des cultes, auquel ces messieurs étaient présents, seuls les quatre ecclésiastiques protestants mentionnés ci-dessus, dont l'un est un conseiller ecclésiastique en chef, l'autre, son frère, prédicateur la cour, ont été priés de réfléchir « loin de Madrid » sur l'accueil que leur conduite avait reçu au plus haut niveau. L'affaire fait beaucoup parler d'elle ici, et les coupables se voient couverts de ridicule. »

### Destruction de la synagogue
La synagogue de Meiningen ne sera que pendant seulement 55 ans le centre de la vie communautaire juive de la ville.
Lors de la nuit de cristal de novembre 1938, la synagogue est détruite. Tôt le matin du 10 novembre, les troupes de la SS et de la SA prennent d'assaut la synagogue, la pillent et détruisent tout l'intérieur, y compris l'orgue, ainsi que toutes les portes et fenêtres. Plus tard, le reste de l'intérieur est brisé par de nombreux jeunes émeutiers. Toute la journée, des livres, des tuyaux d'orgue et des bancs flottent dans le Bleichgraben situé à côté. Le bâtiment est partiellement détruit par un incendie criminel, et en 1939, le bâtiment de la synagogue est entièrement rasé.
Après la Seconde Guerre mondiale en 1946, Werner Gräf est détenu provisoirement pour ses actes durant la guerre. Concernant la nuit de Cristal, il témoigne: 
« J'étais membre de la SA depuis juillet 1933 et du parti depuis le 1er mai 1937. … Le soir de l'attaque de la synagogue, j'ai d'abord participé à un rassemblement au Schützenhaus [Maison des tireurs]. Après la fin du rassemblement, on a annoncé que mon groupe se rassemblait et marcherait ensemble vers Meyer. … En fait, les membres du groupe furent alors divisés en plusieurs groupes. Un groupe devait se rendre à la synagogue, tandis que d'autres devaient aller chercher les Juifs chez eux…. j'ai décidé de suivre le groupe qui se dirigeait vers la synagogue. Arrivé près de la synagogue, j'ai surtout remarqué qu'un nombre incroyable de personnes s'y étaient rassemblées. J'ai vu des jets de pierres et des coups de marteau sur le grand portail de la synagogue. … Pendant ce temps, l'autre porte arrière était également attaquée. Quand elle s'est effondrée à moitié, certaines personnes sont entrées et je suis également entré dans la synagogue par curiosité pour voir à quoi ressemblait l'intérieur de la synagogue. À l'intérieur, cependant, il n'y avait pas grand-chose à voir à cause de l'obscurité, à l'exception de quelques bancs qui s'étaient effondrés. C'est pourquoi je suis sorti... 
Lorsque j’étais à l’intérieur de la synagogue, je devais faire très attention à ne pas être touché. Des pierres volaient encore à travers la fenêtre, toutes sortes de choses tombaient du plafond, il y avait une grande agitation, d'autres bancs étaient renversés, de sorte que j'ai eu l'impression qu'il y avait des gens à l'intérieur de la synagogue qui n'avaient pas encore terminé leur travail de destruction… »
Karl-Heinz Dörsmann, qui avait 13 ans à l'époque, se rend à son école en passant devant la synagogue. En 1987, il raconte: 
« Lorsque je suis passé devant la synagogue le matin du 11 novembre, il y avait un grand attroupement devant et dans le bâtiment, ce qui n'avait pas encore été détruit pendant la nuit par les SA et les SS a été brisé par de nombreux jeunes enragés et jeté dans le Bleichgraben. Toute la journée, des livres, des tuyaux d'orgue et des bancs ont flotté dans l'eau. Notre professeur, Monsieur Langguth, s'est prononcé contre la destruction et le vandalisme et a interdit à tous les élèves de sa classe de participer à cette bêtise »
La place où se trouvait la synagogue est restée depuis non construite. De 1946 à 1948, les tribunaux de district de Meiningen et de Gotha ont tenu pour responsables certains des auteurs de la destruction de la synagogue et des mauvais traitements infligés aux citoyens juifs.
Á l'occasion du 50ème anniversaire de la destruction de la synagogue, une pierre commémorative est inaugurée le 8 novembre 1988 sur le site de l'ancienne synagogue. Sur une plaque, à côté de la silhouette stylisée de la synagogue, figure l'inscription suivante en allemand:
« Zum Gedenken und zur Mahnung
Hier stand die im Jahre 1883 geweihte Synagoge der jüdischen Gemeinde Meiningen.
Sie wurde in der Pogromnacht am 9.11.1938 durch die nazistischen Machthaber geschändet und zerstört.
En souvenir et à titre d'avertissement
C'est ici que se trouvait la synagogue de la communauté juive de Meiningen, consacrée en 1883.
Elle a été profanée et détruite par le pouvoir nazi lors de la nuit de pogrom du 9.11.1938. »

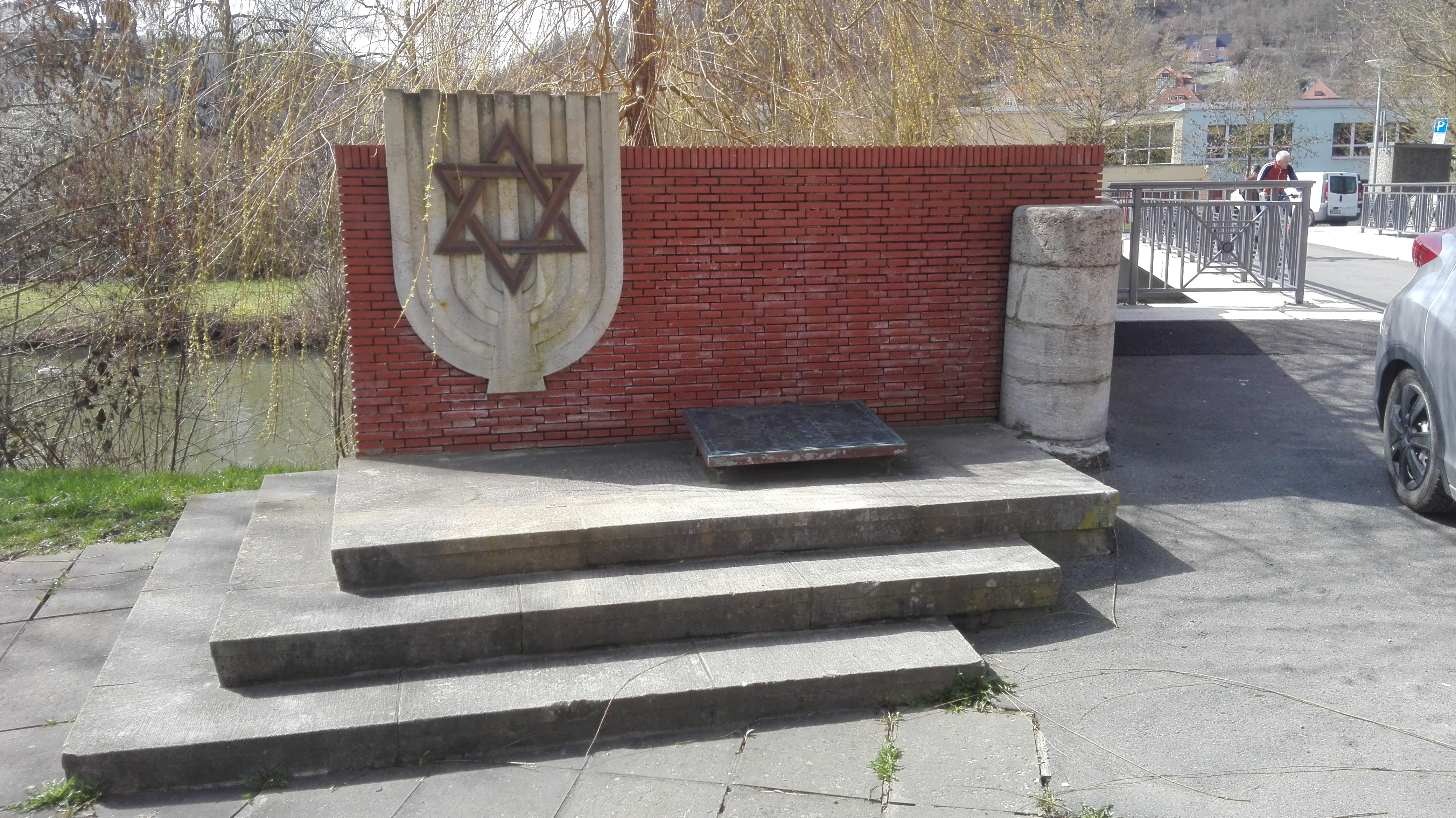
Monument pour la synagogue détruite

Fin 1992, un parc à caractère monumental est construit, où se déroule chaque année le 9 novembre un événement commémoratif.

## Rabbins de Meiningen
Meiningen en tant que siège du rabbinat d'État, les rabbins de la ville sont également rabbin d'État de Saxe-Meiningen: 
- Dr. Moses Dreifuß, né en 1806 à Adelsdorf, décédé en 1879 à Meiningen. Il étudie à Wurzbourg et après 1838 occupe différents postes, d'enseignant et de prédicateur. Depuis 1847 il est rabbin d'État de Saxe-Meiningen avec son siège à Walldorf; à partir du 1er avril 1871, le siège du rabbinat est transféré à Meiningen. Le Dr. Dreyfuß aux idées libérales va se confronter avec les membres orthodoxes de la communauté[12].
- Dr. Moritz Dessauer, né en 1842 à Balatonfőkajár en Hongrie, décédé en 1895 à Meiningen. Il étudie de 1861 à 1868 à Breslau au séminaire théologique juif et à l'université, puis à Heidelberg. En 1871, il est prédicateur à Köthen. De 1881[13] jusqu'à sa mort en 1895[14], il exerce en tant que rabbin à Meiningen. Il a publié de nombreux ouvrages: Spinoza und Hobbes: Begründung Ihrer Staats- und Religionstheorien Durch Ihre Philosophischen Système (Breslau, 1868)[15]; Daniel, in Sieben Kanzelreden für das Neujahrsund Versöhnungsfest (Breslau, 1875); Der Sokrates der Neuzeit und Sein Gedankenschatz: Sämmtliche Schriften Spinozas Gemeinverständlich und Kurz Gefasst (Köthen, 1878)[16]; Der Deutsche Plato: Erinnerungsschrift zu Moses Mendelssohn's 150jährigem Geburtstage (Berlin, 1879)[17]; Blüthen und Knospen der Humanität aus der Zeit von Reuchlin bis Lessing (Zurich, 1881)[18]; Humanität und Judenthum (Leipzig, 1885).
- Dr. Leo Fränkel (Fränckel), né en 1867 à Meisenheim, mort assassiné à Auschwitz en 1942. Il étudie de 1887 à 1891 à Breslau au séminaire théologique juif et à l'université. De 1889 à 1896, il est enseignant de religion à l'école religieuse du Dr. Bendix Samuelsohn à Breslau. Depuis 1896 il est rabbin d'État à Meiningen. Il est déporté à Auschwitz en 1942.